# Tarsostenus univittatus
Tarsostenus univittatus (Rossi, 1792) è un insetto dell'ordine dei coleotteri e della famiglia dei Cleridi.

## Descrizione

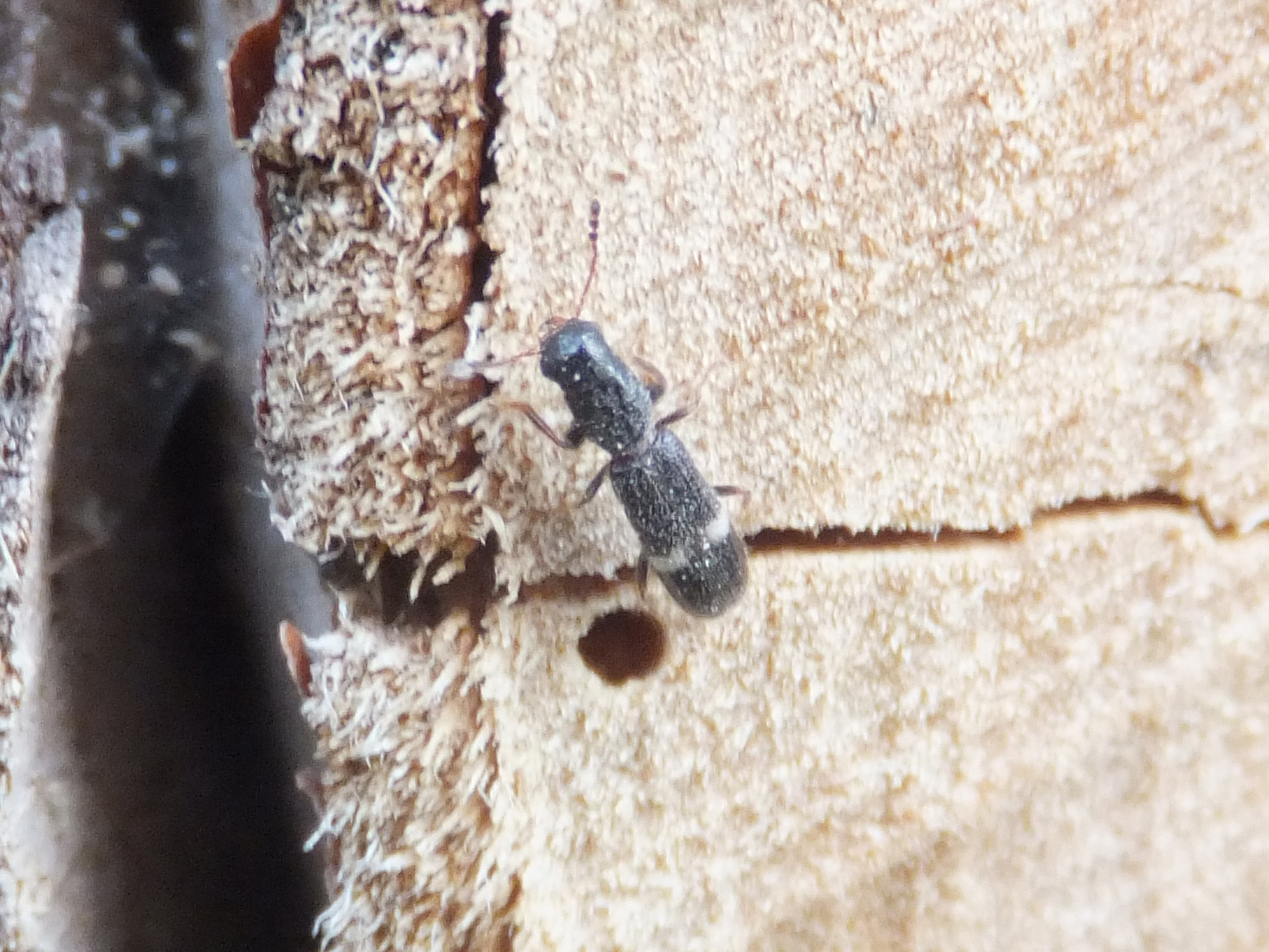
Esemplare fotografato a Piazzo (Segonzano, Trentino-Alto Adige)

Si tratta di una piccola specie di coleottero, che oscilla fra i 2 e i 5 mm di lunghezza. Le antenne sono lunghe circa quanto il capo e il protorace messi insieme.
L'esoscheletro è fortemente cosparso da punti rotondi e incavati, più distanti sul davanti e al centro del protorace e più ravvicinati, ma sempre distinti, altrove; sulle elitre i punti sono più regolari, disposti in dieci file longitudinali e parallele ciascuna, che sbiadiscono verso la fine dell'addome. Tutto il corpo è ricoperto da un pelame biancastro rado e appuntito; l'esoscheletro è scuro, eccetto per due fasce laterali bianche, una su ciascuna elitra, posizionate poco oltre la metà; gli arti e le antenne tendono invece al fulvo, specie verso le estremità.

## Biologia
È un predatore feroce, che si nutre principalmente di larve di bostrichidi (in particolare delle specie di Lyctus,  Sinoxylon e Xylobius) e di anobidi, ed è quindi frequente nei depositi di legname da essi infestati.

## Distribuzione
Si tratta di una specie nativa dell'emisfero meridionale, forse dell'Australia, ma è ora cosmopolita; è segnalata, oltre che nelle regioni costiere australiane, in Giappone, Sudafrica, Zimbabwe, California, Inghilterra, Italia, Germania e altri paesi dell'Europa centrale e meridionale.